# Schweizer Fernsehen

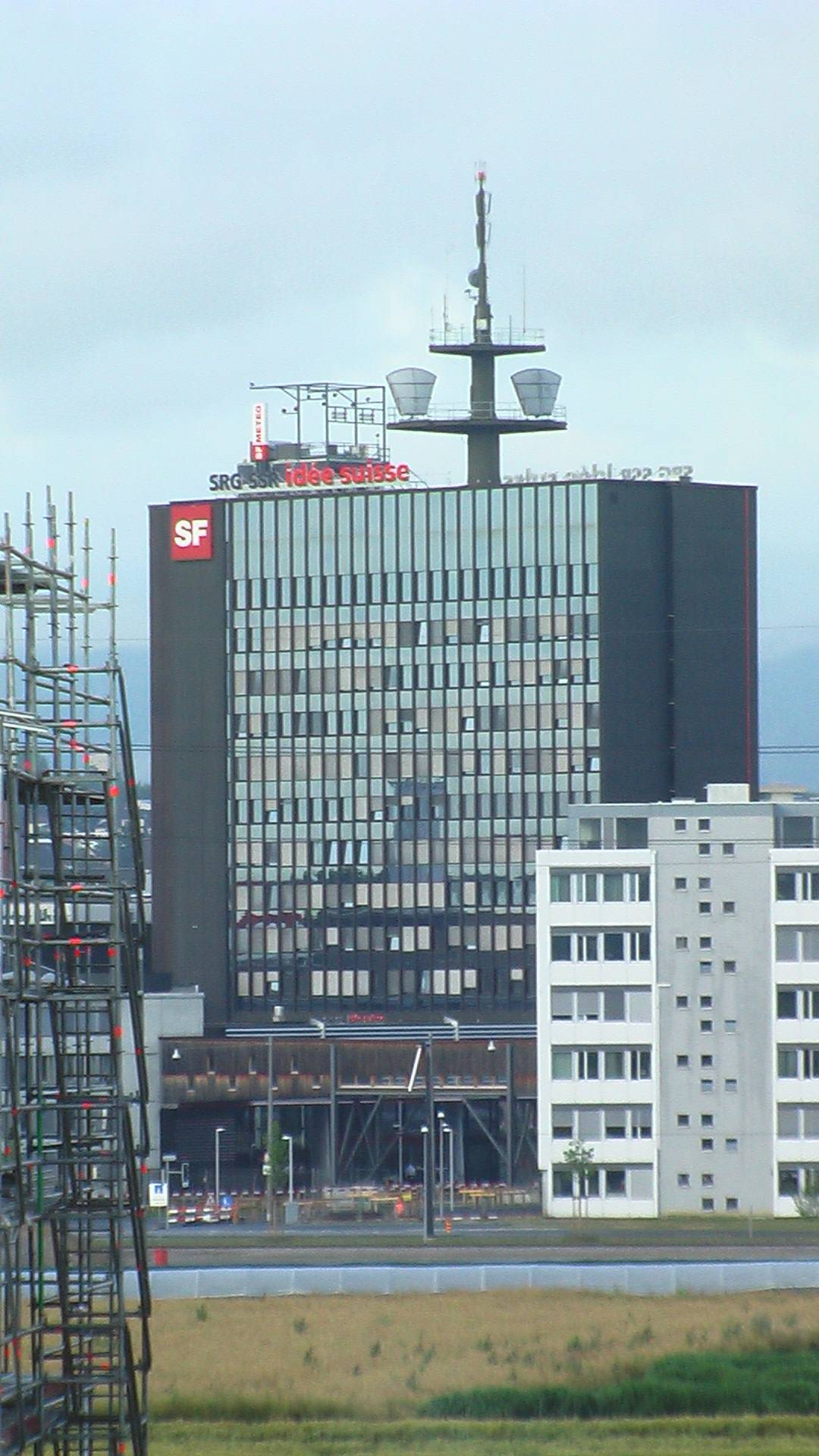
Vista de la sede de Schweizer Fernsehen.

Schweizer Fernsehen (Televisión Suiza, SF, hasta 2005 SF DRS) es la televisión pública suiza para la Suiza alemana y romanche. Es una empresa de la Schweizer Radio und Fernsehen que pertenece a SSR SRG idée suisse.
La SF tiene su sede en Leutschenbach, un suburbio situado al norte de Zúrich y de momento tiene el monopolio en la cobertura televisiva en toda la Suiza alemana y en los territorios romanches.
La directora de Schweizer Fernsehen es Ingrid Deltenre.
Hasta el 4 de diciembre de 2005, la emisora se llamaba SF DRS. El nombre estaba compuesto de las siglas SF (por Schweizer Fernsehen, televisión suiza) y DRS (por Deutsche und Rätoromanische Schweiz, Suiza alemana y retorrománica) y por tanto también correspondía a la radio germanófona de Suiza (Schweizer Radio DRS). En 2012 se volvieron a fusionar.
Hasta ahora han fracasado muchas tentativas de una cobertura nacional por parte de emisores privadas (Tele 24 del actual director de SAT.1 Roger Schawinski y TV3). Sólo Star TV (películas-noticias) ha logrado un cierto éxito. Con la emisora privada U1 TV se inició en 2004 otra tentativa de cobertura sobre el territorio suizo que, sin embargo, quedó a un nivel modesto. En septiembre de 2006 arrancó 3+, una nueva cadena de entretenimiento.

## Canales
El primer canal se recibe en todo el territorio federal y en el Alto Adigio, mientras que el segundo y el tercer canal sólo se reciben dentro de la Suiza alemana.
SF administra tres canales:
- SF 1
- SF zwei (antes SF 2, Schweiz 4, SPlus')
- SF info (antes SFi y SF Replay)

PresseTV tiene una concesión propia para emitir programas en SF zwei y SF info. La Radio e Televisiun Rumantscha (RTR) retransmite sobre SF 1 los programas en lengua romanche, como Telesguard (Telediario), Cuntrasts e Istorgia de buna notg (Historia de las buenas noches). 

## Difusión
SF 1 y SF zwei se retransmiten en la Suiza alemana por antena. SF 1, SF zwei y SF info también se retransmiten por cable en el territorio suizo y SF 1 y SF zwei vía satélite (Eutelsat Hotbird). SF info no se transmite codificada.

## Programas y magacines importantes
- SF Tagesschau (SF Telediario) - noticiario cotidiano, edición principal a las 19:30 en SF1 y SF zwei.
- SF Meteo - cada día en SF 1 y SF zwei, a las 12:50 y a las 19:50, las previsiones del tiempo para Suiza.
- SF 10vor10 (SF 10menos10) - De lunes a viernes en SF1, 21:50, noticiario.
- MTW (Menschen Technik Wissenschaft, Hombres Técnica Ciencia) - el jueves en SF1, magacín sobre investigación y ciencia.
- Kassensturz - el martes a las 21:50 en SF1, magacín de consumidores.
- Sternstunde Philosophie / Sternstunde Religion (Gran momento filosofía / Gran momento religión) - el sábado en SF1, magacín.
- Arena - en SF1, coloquio entre políticos.
- Zischtigsclub (Club del martes) - el martes sobre SF1, magacín.
- Sport aktuell (Actualidad deportiva)- cada día.
- SF Börse (SF Bolsa) - cada día en SF1 a las 19:25.
- SF Spezial (SF Especial) - no regular, en ocasiones especiales y en la programación veraniega.
- SF Schweiz Aktuell (SF Suiza actualidad) - De lunes a viernes a las 19:00 en SF1, noticiario con noticias de Suiza.
- Der Club (El club) - en SF1, magacín de debate.
- Rundschau (Mirada alrededor) - el miércoles en SF1, magacín de información política y económica.
- Telesguard (literalmente Telemirada) - de lunes a viernes, Telediario romanche.
- Lüthi und Blanc - los domingos a las 20:00 en SF1, serie helvética.

## Cooperación
SF administra junto a ARD y ZDF (Alemania) y ORF (Austria) la cadena televisiva 3sat. En el campo de la información y el entretenimiento, SF trabaja estrechamente con ARD y ZDF. SF también produce algunos programas por el canal cultural franco-alemán ARTE. SF también forma parte de Eurovisión. Los meteorólogos de Schweizer Fernsehen también producen los partes meteorológicos de la ARD. 

## Cuota de mercado
En el año 2003, la cuota de mercado de SF 1 alcanzó el 38% y la de SF zwei el 8%. En comparación, RTL está en el tercer lugar con un 7% de cuota de mercado. 

## Críticas
Schweizer Fernsehen es criticada a menudo por parte de suizos no germanohablantes y de germanohablantes no suizos por el abuso que se hace de los dialectos del alemán suizo (Schwyzerdüütsch) en los programas televisivos, como la previsión meteorológica o muchos dibujos animados para niños pequeños. De este modo, se impide que los suizos francófonos e italófonos puedan seguir las transmisiones en un alemán estándar aprendido en la escuela, mientras que los germanohablantes no suizos acusan a los suizos germanohablantes de no querer hacer aprovechable la televisión suiza a quienes no hablan un dialecto alemánico. El "Tagesschau" es uno de los pocos programas de producción propia en Hochdeutsch, a veces con un marcado acento alemánico.

## Historia
- 1939: Primera prueba de TV con ocasión de la Exposición Nacional de 1939.
- 1953: SRG difunde en pruebas un programa de una hora 5 tardes a la semana desde el Estudio Bellerive.
- 1963: Transmisión del primer programa en romanche.
- 1964: Introducción de la publicidad en televisión.
- 1968: Introducción de la televisión en color.
- 1974: Se transmite por primera vez el magacín para consumidores Kassensturz.
- 1984: Principio del teletexto.
- 1984: Arranca el canal 3sat, administrado junto a ZDF y ORF.
- 1987: Peter Schellenberg es elegido director de la televisión.
- 1990: Principio del esquema de los programas "90".
- 1997: Principio de SF1.
- 1999: Principio de SFi (SFinfo) en el área de Zúrich.
- 2001: SFi se transmite en toda la Suiza alemana.
- 2003: A finales de enero de 2003 se inicia en Engadina la transmisión experimental en DVB-T, seguida del Cantón del Tesino y de la región del Lago de Ginebra.
- 2004: Ingrid Deltenre pasa a ser la nueva directora de la televisión.
- 2005: a mediados de mayo de 2005 se suspende la producción de transmisiones PALplus. SF DRS pasa a llamarse, el 5 de diciembre de 2005, SF Schweizer Fernsehen. El canal SF2 ahora se llama SF zwei. Los programas Tagesschau y 10vor10 pasan por un rediseño que acabará en el verano de 2006 con la transmisión de las previsiones del tiempo Meteo, la transmisión del programa de debates Der Club y el magacín de información Rundschau.
- 2006: Desde verano de 2006 los acontecimientos deportivos sólo serán transmitidos en 16:9.
- 2007: Las transmisiones recibidas en 16:9 serán difundidas completamente en este tamaño y no serán reconvertidas en 4:3. En octubre de 2007 se completará la creación de la red DVB-T en Suiza.
- 2008: Prueba HDTV.
- 2010: HDTV completada.
- 2012: SF se fusiona con Schweizer Radio DRS para crear Schweizer Radio und Fernsehen.